# Lamniformes
Lamniformes es un orden de elasmobranquios selacimorfos que incluye numerosas especies de tiburones, algunas tan conocidas como es el gran tiburón blanco (Carcharodon carcharias), mientras que otras son tan extrañas como el tiburón de boca ancha (Megachasma pelagios) o el tiburón duende (Mitsukurina owstoni).

## Características
Poseen dos aletas dorsales sin espinas y una aleta anal; con cinco hendiduras branquiales y, normalmente, con espiráculos pequeños situados tras los ojos. Ojos sin membranas nictitantes y unas mandíbulas que se extienden por detrás de los ojos.

## Clasificación
(Los enlaces externos conducen a la descripción de la especie en FishBase)
Familia Odontaspididae
- Carcharias
  - Carcharias taurus Rafinesque, 1810 (Tiburón toro o solrayo de arena) 
  - Carcharias tricuspidatus Day, 1878 (Toro bambaco)
- Odontaspis
  - Odontaspis ferox (Risso, 1810) (Solrayo) 
  - Odontaspis noronhai (Maul, 1955) (Solrayo ojigrande)

Familia Pseudocarchariidae
- Pseudocarcharias
  - Pseudocarcharias kamoharai (Matsubara, 1936) (Tiburón cocodrilo)

Familia Mitsukurinidae
- Mitsukurina
  - Mitsukurina owstoni Jordan, 1898 (Tiburón duende)
- Scapanorhynchus
- Anomotodon

Familia Megachasmidae
- Megachasma
  - Megachasma pelagios Taylor, Compagno & Struhsaker, 1983 (Tiburón boquiancho)

Familia Alopiidae
- Alopias
  - Alopias pelagicus Nakamura, 1935 (Zorro pelágico) 
  - Alopias superciliosus (Lowe, 1841) (Zorro ojón o negro) 
  - Alopias vulpinus (Bonnaterre, 1788) (Pez zorro, Zorro blanco o marino)

Familia Cetorhinidae
- Cetorhinus
  - Cetorhinus maximus (Gunnerus, 1765) (Tiburón peregrino)

Familia Lamnidae
- Carcharodon
  - Carcharodon carcharias (Linnaeus, 1758) (Tiburón blanco)
- Isurus
  - Isurus oxyrinchus Rafinesque, 1810 (Mako o marrajo) 
  - Isurus paucus Guitart Manday, 1966 (Marrajo carite o marrajo del norte)
- Lamna
  - Lamna ditropis Hubbs & Follett, 1947 (Cailón del Pacífico o marrajo salmón) 
  - Lamna nasus (Bonnaterre, 1788) (Cailón o marrajo del norte)

Familia Truyolsodontidae
- Truyolsodontos
  - Truyolsodontos estauni Bernárdez, 2017[2]

Familia Otodontidae
- Carcharocles
- Dwardius
- Megalolamna
- Megaselachus
- Otodus
- Paratodus